# Massuria
Massuria là một chi nhện trong họ Thomisidae.